# 朗繆爾大氣實驗室
朗繆爾大氣研究實驗室（Langmuir Laboratory for Atmospheric Research）是一所專門研究起雲過程、閃電生成、降雨、下冰雹等天氣現象的大氣實驗室。該實驗室以诺贝尔奖得主歐文·朗繆爾的名字命名，位於新墨西哥州中部的瑪格達雷納山脈。 實驗室由新墨西哥礦業及科技學院主導運作，而實驗室的資金則由美国国家科学基金会（NSF）會提供。

## 历史
朗繆爾大氣研究實驗室成立於1963年，承續了一些前人如沃克曼（E. J. Workman，新墨西哥礦業及科技學院的前身新墨西哥理工學院New Mexico Tech的前校長）、歐文·朗繆爾（研究所以其名命名）等的研究。早期的研究主要在聖奧古斯丁平原、聖馬太歐山脈兩地進行。
實驗室地處瑪格達雷納山脈最高峰南巴爾地的南方，主嶺脊的南端，海拔高度高達3,255米。實驗室位置雖然在受保護的西波拉國家森林中，但得到一片國會指定的土地，並在美國國家森林局的特許下運作。

## 外部連結
- Langmuir Lab official site （页面存档备份，存于）
- New Mexico Tech web site （页面存档备份，存于）